# 李功九
李功九（1920年1月—2007年2月25日），山东烟台人，中华人民共和国政治人物，中国民主建国会中央委员会原常务委员，山东省政协原副主席，第七、八届全国政协委员。